# Алекс Шомбурґ
Александр А. Шомбурґ, народився як Алехандро Шомбурґ і Роза (англ. Alex Schomburg; 10 травня 1905 — 7 квітня 1998) — пуерториканський комерційний художник і комікс-художник книг та живописець, чия творчість тривала понад 70 років.

## Життєпис
Алекс Шомбурґ народився 10 травня 1905 року в Агуадільї, Пуерто-Рико, як син Ґільєрмо Шомбурґа, інженера-будівельника та землевпорядника німецького та єврейського походження, та Франциски Рози. Алекс Шомбурґ переїхав до Нью-Йорка в 1917 році, де приєднався до своїх старших братів і відвідував державну школу. У 1923 році він почав працювати разом із трьома своїми братами як комерційний художник. У 1928 році партнерство братів закінчилося, і Шомбурґ знайшов роботу в Національній службі екрану, створюючи слайди-ліхтарі та працюючи над трейлерами до фільмів до 1944 року.

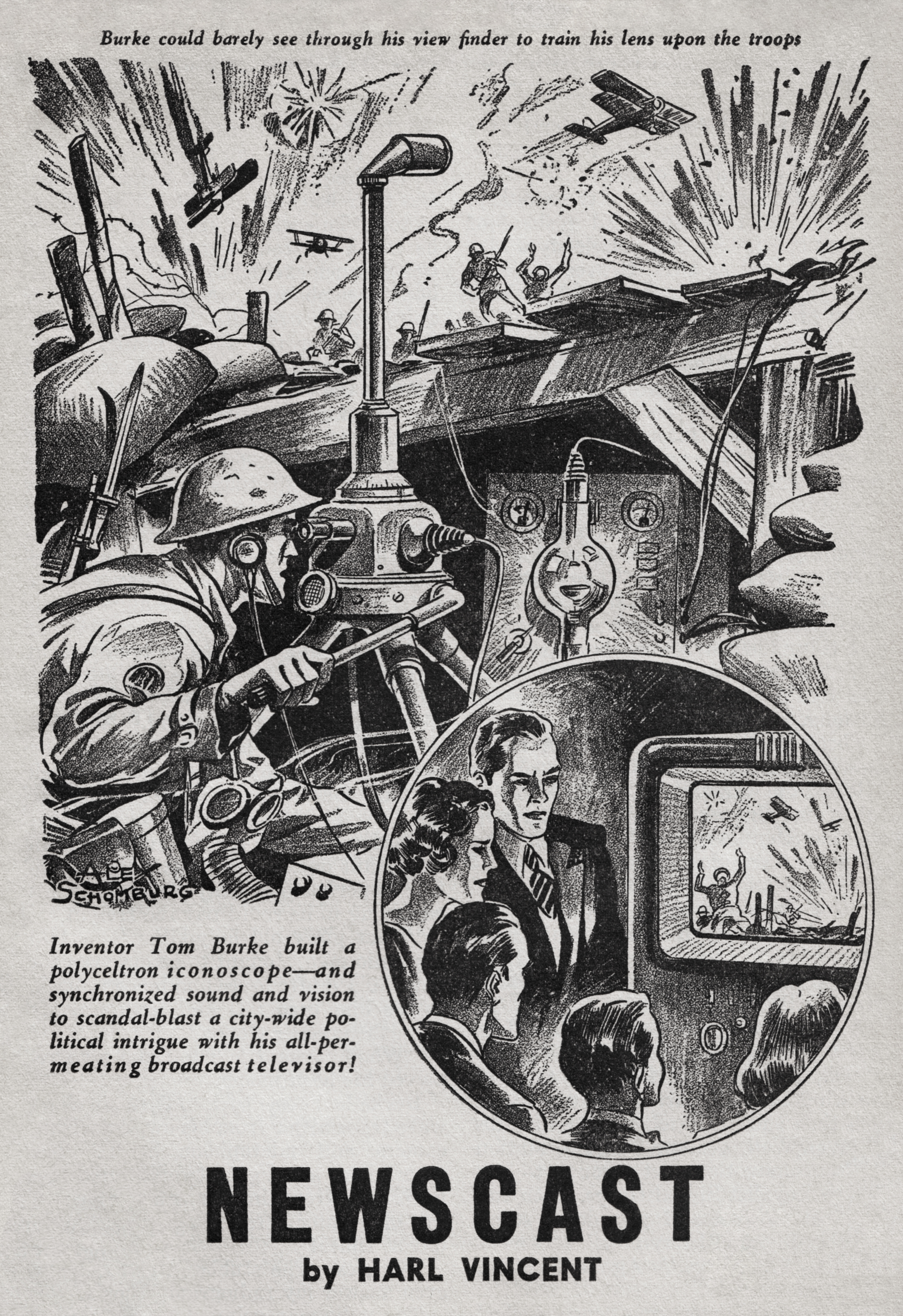
Ілюстрація до випуску новин Гарла Вінсента в Наукових історіях Marvel (травень 1939 р.)

Протягом 1930-х років, окрім роботи в NSS, Шомбурґ працював фрілансером у Better Publications, створюючи малюнки інтер'єру для Thrilling Wonder Stories та інших пульп-журналів компанії. Його вміння малювати щось механічне невдовзі змусило його ілюструвати авіаційні обкладинки для Флаїн ейсиз (Flying Aces) та електронне обладнання для Г'юго Гернсбека pulp Radio Craft. Перша обкладинка Шомбурґа на тему наукової фантастики була для випуску Стартінґ сторіз (Startling Stories) у вересні 1939 року. Як згадував художник у 1939 році, «одного разу видавець попросив мене зробити ілюстрацію до Thrilling Wonder Stories. Мене завжди цікавила наукова фантастика, і їм подобалося те, як я поводився з художніми роботами. Мені подобається читати історію так само, як і робити ілюстрації. Як на мене, дуже важлива ілюстрація. Наприклад, розкажіть ту саму історію двом різним людям… потім попросіть їх зобразити певну сцену. Можете посперечатися, що вони будуть зовсім іншими».
У наступне десятиліття Шомбурґ працював фрілансером переважно для Timely Comics, попередника Marvel Comics у 1940-х роках, демонструючи свій талант до екшенів у обкладинках із Капітаном Америкою, Неймором, Людиною-факелом та іншими супергероями. Його перша зареєстрована коміксна робота — це дві обкладинки, випущені того ж місяця, для Дарлінґ містері комікс (Daring Mystery Comics) № 1 і Марвел містері комікс (Marvel Mystery Comics) № 3 (обкладинки обох датовані січнем 1940 року). Шомбурґ намалював більшість обкладинок компаній, а також невелику кількість односторінкових ілюстрацій інтер'єру через Марвел містері комікс № 76 (вересень 1946). Він також забезпечив обкладинки для Pines Publications для таких видань, як «Захоплюючі комікси» та «Найкращі комікси Америки», в яких зображені такі супергерої, як «Чорний терор» і «Бойовий янк», а також для Harvey Comics, у тому числі зірка ліцензованого радіосеріалу Green Hornet Comics про боротьбу зі злочинністю. На деяких коміксах Пайнса з 1947 по 1949 роки він підписував обкладинки як «Xela».
На початку 1950-х років Шомбурґ залишив комікси та присвятив решту своєї кар'єри обкладинкам та ілюстраціям для науково-фантастичних журналів, астрологічних видань і книг, включаючи серіал про Вінстона для підлітків.
У 1977 році Шомбурґ і кілька його колег-художників коміксів Золотого віку співпрацювали над Загарбниками №1, написаним Роєм Томасом. Шомбурґ створив олівцем і тушшю шестисторінковий розділ, у якому зображено Людину-факел Золотого віку.
Наприкінці життя Шомбурґ проживав у Гіллсборо, штат Орегон, і помер у Бівертоні, штат Орегон, 7 квітня 1998 року.

## Нагороди

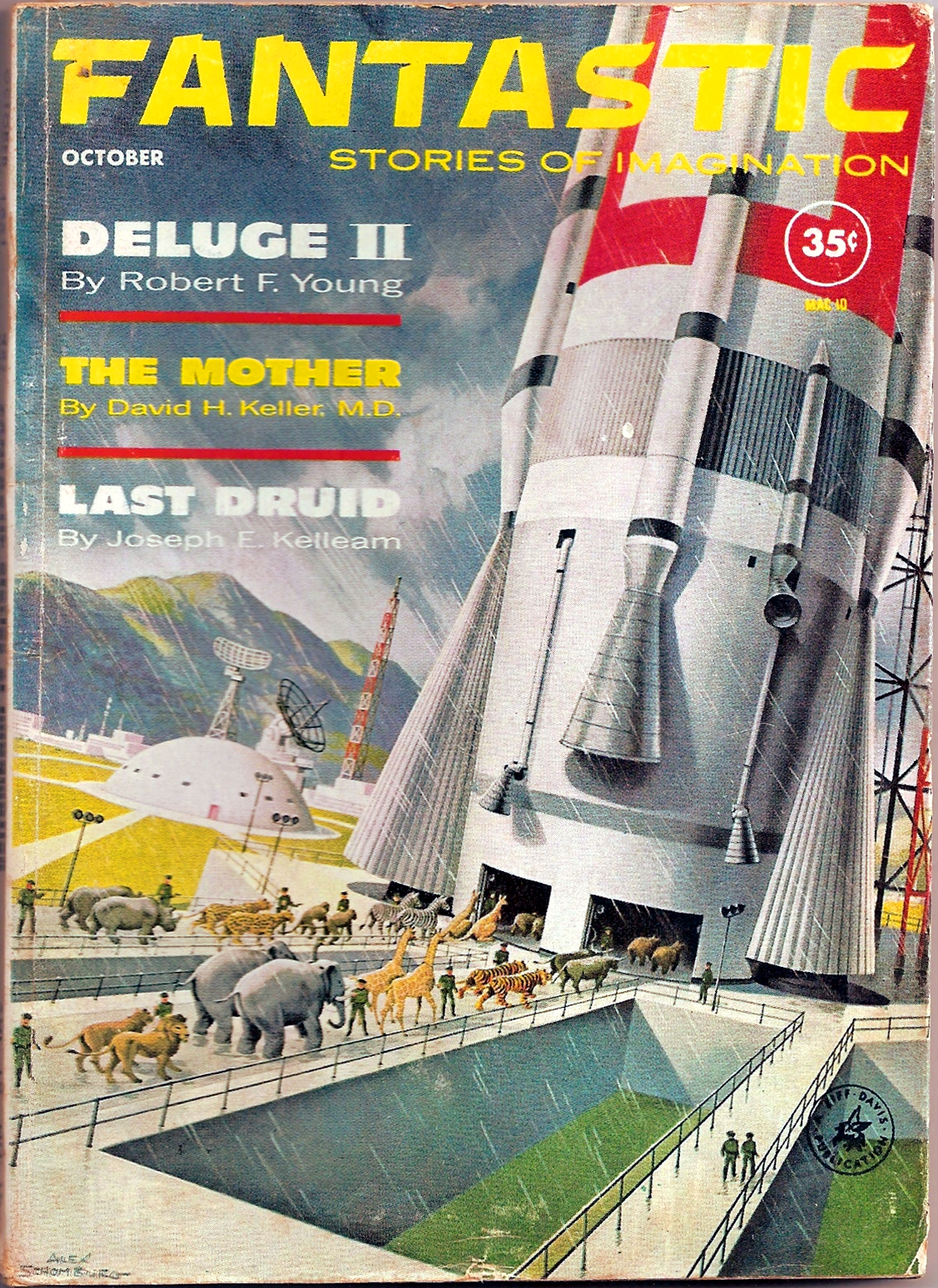
Фантастика (жовт. 1961). Обкладинка від Шомбурґа

- Номінація на премію Г'юго як найкращий професійний художник 1962; друге місце
- Док Сміт Другий етап премії Ленсмана 30 вересня 1979 Москон 1
- Премія Френка Р. Пола 1984
- Премія Inkpot 1985
- Полковник штату Кентуккі 6 травня 1986 року
- Премія Чеслі (ASFA Award for Artistic Achievement) 1986
- Почесний гість, PulpCon 16, 9–12 липня 1987, Дейтон, Огайо
- Премія за життєві досягнення, КоікКон в Канзас-Сіті, осінь 1989 року
- Зала слави фантастики Першого фендому 1990
- Нагорода Спеціального комітету 47-ї Всесвітньої конвенції наукової фантастики Нореаскон III (премія за життєві досягнення), 1989, за внесок у наукову фантастику
- Зал слави Премії Вілла Айснера 1999

## Критичні оцінки
Стен Лі написав:
|  | Я завжди вважав, що Алекс Шомбурґ був для коміксів тим самим, чим Норман Роквелл був для The Saturday Evening Post. Він був абсолютно унікальним, з дивовижним самобутнім стилем. Ви ніколи не могли сплутати обкладинку Шомбурга з обкладинкою будь-якого іншого художника. ... Я пам'ятаю, як видавець Timely Comics Мартін Гудман знову і знову говорив мені, яким чудовим ілюстратором обкладинок був Алекс, і як він хотів би, щоб у нас було більше таких, як він. ... [Незважаючи на кількість роботи, яку ми йому доручали, незважаючи на турботу та зусилля, які вкладалися в кожну обкладинку Шомбурґа, я не пам'ятаю, щоб Алекс коли-небудь запізнювався з будь-якою ілюстрацією. |